# 高科 (1960年)
高科（1960年6月—），中华人民共和国政治人物，中共十九大代表。

## 生平
2014年3月至2016年9月，任盘锦市人民政府市长；2016年9月至2018年2月，任中共盘锦市委书记。
2018年1月至2023年1月，任辽宁省政协党组成员、副主席。